# Matthias von Kemnat

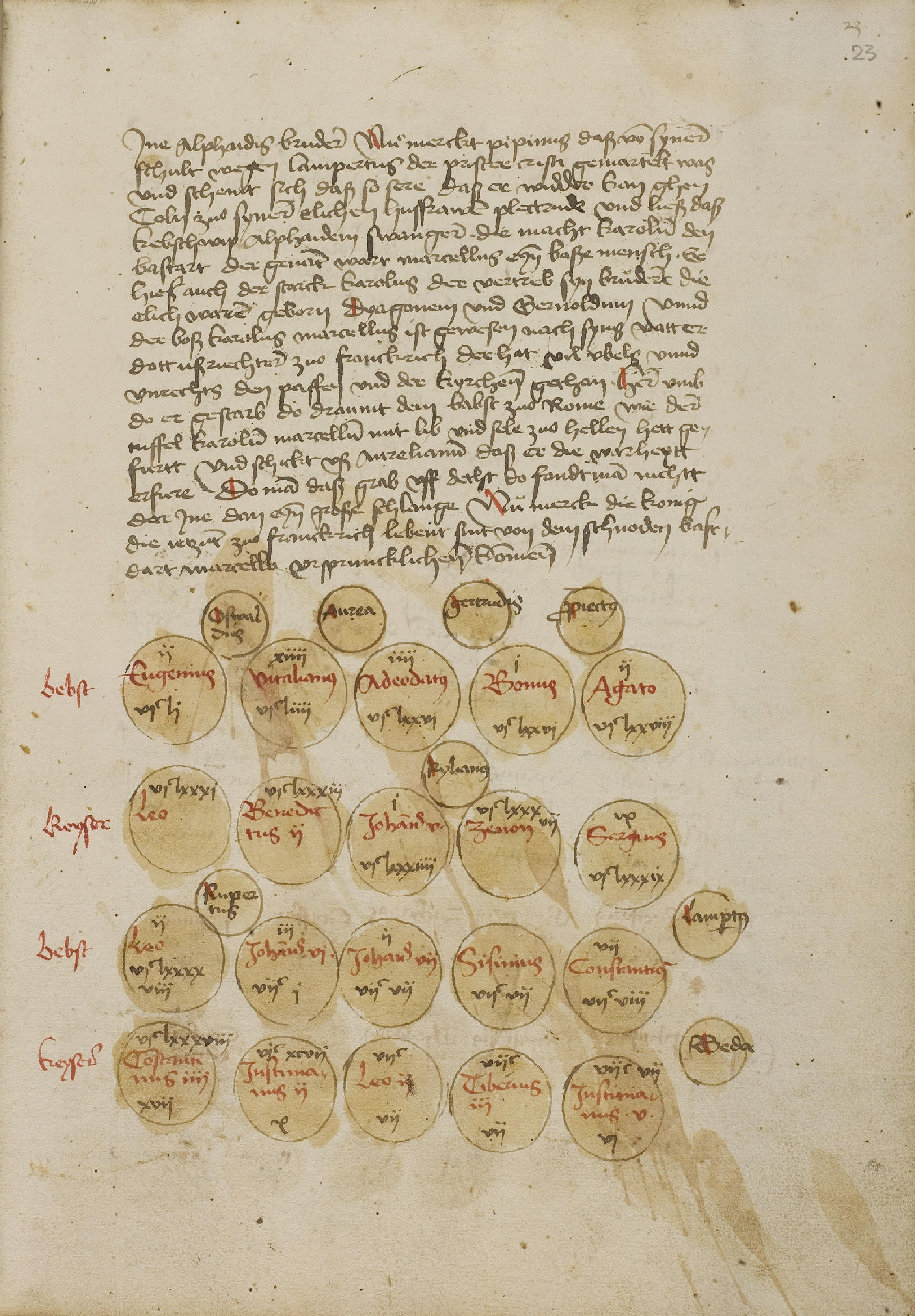
Seite aus der Chronik Friedrichs I. von der Pfalz, um 1480 (Universitätsbibliothek Heidelberg, Heid. Hs. 3599, Fol. 23^{r})

Matthias von Kemnat (eigentlich Matthias Widmann; * um 1430 in Kemnath in der Oberpfalz; † 1. April 1476 in Heidelberg) war ein deutscher Geschichtsschreiber, Astronom und in Heidelberg lehrender Frühhumanist.

## Leben
Matthias von Kemnat wurde als pauper (unvermögend) an der Universität Heidelberg 1447 immatrikuliert. 1449 erwarb er dort den Grad des Baccalaureus artium.
Vermutlich verbrachte er im Anschluss an sein erstes Universitätsstudium die Zeit im Kloster Reichenbach am Regen, das sich damals als Zentrum astronomischer Studien profiliert hatte.
1457 erschien Matthias als Schüler des Humanisten Arriginus von Busseto auf der Plassenburg bei Kulmbach.
Vermutlich spätestens 1459 nach Heidelberg zurückgekehrt, wurde er erstmals 1460 Hofkaplan des Pfalzgrafen Friedrich der Siegreiche. 1465 erwarb er den Titel eines Baccalaureus im kanonischen Recht. Er hatte Pfründen an der Heidelberger Schlosskapelle und in Untergriesheim inne.
Matthias von Kemnat gehörte seit seiner Rückkehr nach Heidelberg um 1459 bis zu seinem Tod zu einem bedeutenden Kreis deutscher und italienischer Frühhumanisten am Hofe des Pfalzgrafen Friedrich der Siegreiche mit Peter Luder, Peter Anton von Clapis und Stephan Hoest.
In diesem Umfeld war er einer der ersten humanistischen Entdecker der antiken Überlieferung der Klosterbibliothek von Kloster Lorsch, das 1461 an die Kurpfalz verpfändet worden war. Dort lieh er sich Manuskripte antiker Autoren aus, wie z. B. die Satiren des Aulus Persius Flaccus, des Juvenal, Sallust (De coniuratione Catilinae, Bellum Iugurthinum) und von Seneca (De beneficiis, De clementia).

## Werke
Außer lateinischen Briefen und kurzen lateinischen Schriften verfasste der Kleriker für den kurfürstlichen Hof eine deutschsprachige 1475/1476 abgeschlossene Chronik, die Michel Beheim seiner Verschronik zugrunde legte.
Während der (ungedruckte) erste Teil eine an der Geschichte der Wittelsbacher orientierte Weltchronik darstellt, steht im zweiten Teil sein Dienstherr Kurfürst Friedrich als Held im Mittelpunkt. Zum ersten Mal kümmerte sich ein deutscher Fürst persönlich durch Förderung eines Hofdichters um seinen literarischen Nachruhm, so wie es die Humanisten in Italien propagiert hatten. Die Chronik wurde damit zu einem Vorläufer des späteren sogenannten Ruhmeswerks von Kaiser Maximilian I. wie des Theuerdanks oder des Weißkunigs.
Beheim benennt Matthias von Kemnat und den kurpfälzischen Kanzlisten Alexander Bellendörfer ausdrücklich am Ende seiner Reimchronik (S. 205) als seine Helfer; es wird überdies angenommen, dass Bellendörfer den Codex niedergeschrieben hat.